# B.A.B.Y.
「B.A.B.Y.」（ベイビー）は、SuGのメジャー10枚目のシングル。2014年7月23日にポニーキャニオンから発売された。

## 概要
復活第2弾シングル。2014年5月6日に日比谷野外大音楽堂で開催された「SuG OnemanShow 2014 "B.A.B.Y."」で初披露された。
販売形態は初回限定盤A,Bと通常盤の3形態。初回限定盤2形態はそれぞれDVDの収録内容が異なる。通常盤にのみ、「marbles.」が収録されている。

### 初回限定盤A
CD
1. B.A.B.Y.
作詞：武瑠　作曲：yuji　編曲：TedddyLoid
2. STAY TUNED
作詞：武瑠　作曲：yuji　編曲：TeddyLoid

DVD
1. 「B.A.B.Y.」Music Video
2. 「B.A.B.Y.」Music Video Shooting OFFSHOT
3. 小悪魔Sparkling(LIVE from 2014.05.06 日比谷野外大音楽堂)
4. 夏音-kanon-(LIVE from 2014.05.06 日比谷野外大音楽堂)

### 初回限定盤B
CD
1. B.A.B.Y.
2. STAY TUNED

DVD
1. 「B.A.B.Y.」Music Video (Band Only Ver.)
2. gr8 story(LIVE from 2014.05.06 日比谷野外大音楽堂)
3. heavy+electro+dance+punk(LIVE from 2014.05.06 日比谷野外大音楽堂)

### 通常盤
CD
1. B.A.B.Y.
2. STAY TUNED
3. marbles.
作詞／作曲：武瑠　編曲：ハヤシベトモノリ

## 品番
- 初回限定盤A：PCCA-04058
- 初回限定盤B：PCCA-04059
- 通常盤：PCCA-04060